# 藤倉善郎
藤倉 善郎（ふじくら よしろう、1974年 - ）は日本のフリーライター、ジャーナリスト。宗教団体やスピリチュアル産業、疑似科学、反ワクチン、悪質な自己啓発セミナーを含むカルト的な集団を取材対象とする。特に幸福の科学をめぐるトラブルや、大学生を勧誘する各カルト集団に注目して記事を執筆する。東京生まれ、北海道大学文学部中退。在学中から、北海道大学新聞会でカルト団体や自己啓発セミナー会社の問題などを取材。
著書に『「カルト宗教」取材したらこうだった』、共著に『徹底検証　日本の右傾化』『だから知ってほしい「宗教2世」問題』『カルト・オカルト 忍びよるトンデモの正体』『2ちゃん化する世界 匿名掲示板文化と社会運動』など。
2009年にカルト問題専門のニュースサイト「やや日刊カルト新聞（Almost Daily Cult News）」を創刊し、総裁に就任（主筆:鈴木エイト）。2022年7月の安倍晋三銃撃事件まで、大手メディアによる統一教会問題の報道は限定的で、問題を追い続けていた数少ないメディアとして、事件後にはその取材成果が各メディアで引用された。

## 経歴
1974年、東京都生まれ。1992年、北海道大学文学部入学と同時に新聞サークル「北海道大学新聞会」に入会。在学中に休学して2年間ほどストリートミュージシャンを経験。1997年ごろ、所属していた別のサークルでカルトっぽい自己啓発セミナーが流行り、セミナー反対派がセミナー受講生を排除したことをきっかけに、カルトと社会の関係に興味を抱く。北海道大学新聞の紙面でこの問題を取り上げ、2年間連載。紙面より少し遅れて、1998年より他大学の院生と共同でWEBサイト「自己啓発セミナーと精神世界」を運営し、同時進行で配信した。大学生活はサークル活動が中心だった。2000年春、留年と休学を重ねた後に、大学を中退して東京に戻る。大学中退後、「自己啓発セミナーと精神世界」を前身としたWEBサイト「自己啓発セミナー対策ガイド」を運営。

### ライターとして
マスコミ系の企業を経て、2004年からフリーライターとして活動。2016年頃まで夕刊紙「日刊ゲンダイ」でレジャー情報などの記事を書き、ジャーナリストとしての経験を積んだ。社員ではなかったが、社内に専用の机とパソコンがあり、編集会議にも参加していた。記者活動の傍ら、カルト問題、チベット問題、チェルノブイリ・福島第一両原発事故などの現場を取材し、週刊誌などに記事が掲載された。
2009年の幸福実現党結党から幸福の科学を取材し続けており、宗教研究者からは「幸福の科学についての専門家」とも評されている。他に取材した団体には、統一教会、オウム真理教（ひかりの輪、アーレフ）、神世界、創価学会、ホームオブハート、ヨハン早稲田キリスト教会などがある。2012年、さまざまな団体を取材し、その体験談やカルト団体との闘い方を書いた初の著書『「カルト宗教」取材したらこうだった』を刊行した。カルト問題について講演等を行う。

### 「やや日刊カルト新聞」
カルト問題について書ける媒体がほとんどなかったため、ライター活動と並行して、自身でメディアを立ち上げた。

2007年頃、宗教関連のネタを取り入れた前身ブログを始めた。

2009年10月1日、ニュースサイト「やや日刊カルト新聞（Almost Daily Cult News）」を創刊・運営し、主筆として活動。同年の創刊直後に鈴木エイトが参加し、2012年に副代表に就任した。2015年1月、鈴木に主筆を交代し、藤倉は総裁に就任した。
「やや日刊カルト新聞」では、幸福の科学問題は藤倉が、統一教会問題は主に鈴木が担当し、これらの問題についてリアルタイムに現場取材を続けている数少ないジャーナリストだった。

#### 旧統一教会への取材
2021年9月12日に、統一教会の関連組織「天宙平和連合（UPF）」の集会に安倍元首相がビデオメッセージを寄せたことを報じたのは、「やや日刊カルト新聞」と鈴木が記事を寄稿した『実話BUNKA超タブー』以外では、『週刊ポスト』『FRIDAY』『赤旗』のみだった。カルト問題を扱うと教団側から攻撃を受け、SLAPP（恫喝訴訟）を起こされることが多いため、他のメディアは宗教問題を報じなくなっていた。鈴木や藤倉は「やや日刊カルト新聞」や「ハーバー・ビジネス・オンライン」で、孤軍奮闘しながらカルト問題の調査報道を続け、メディアの「空白地帯」を埋めていた。教団関連のイベントに直接赴き、政治家に質問をし、教団スタッフから嫌われ、取材を拒否され、警察に通報されるなどの経験をした。2011年には、教団広報局から、鈴木と藤倉が「要注意人物」として指名され、顔写真入りの手配書が全国の教団系施設に貼り出された。
2022年7月、安倍晋三元首相が殺害され、これを受けて政治家と旧統一教会との関係が注目された。鈴木と藤倉は、他メディアと協力して事件を調査したいと思い、旧統一教会と関係のある政治家のリストを作成し、教団の内部文書や証言をオープンソース的に公開した。他のメディアの記者たちは、このリストを使って各議員への取材を始めた。2022年9月7日、旧統一教会に関する国会内の野党ヒアリングに、鈴木と藤倉が招かれ、藤倉は「偽装勧誘の実態」を紹介し、「宗教2世の救済」や「現役信者への人権侵害問題への対策」を訴えた。事件から約半年後、銃撃事件の被告は、「やや日刊カルト新聞」の読者であり、鈴木にツイッター上でメッセージを送っていたことが分かった。

#### ポリシー、資金など
「やや日刊カルト新聞」は、宗教団体やスピリチュアル団体に関する社会的問題について、独自取材に基づく報道を行う。初期は硬い調子でカルト問題を論じていたが、真面目なだけでは被害者やその周辺の人しか読みに来ないため、カルト問題の予防のためには幅広い人々に読んでもらいたいと思い、皮肉や風刺、面白おかしい調子を取り入れるようになった。藤倉は、取材したカルト団体では信者の人権が軽視されていることが多いと指摘し、「カルト」とは「団体内でメンバーの人権を侵害したり、社会に害を及ぼしたりする集団」であり、教義のトンデモ度は関係ないとしている。強いクレームは全文をサイトに掲載し、やり取りを公開することで、カルト団体側の圧力を阻止している。「やや日刊カルト新聞」はGoogleニュースにも掲載されており、一部の記事がGoogleニュースから配信されている。
主な活動原資は広告収入と寄付である。2010-2012年、カルト問題に取り組む人物や団体の社会的な貢献を讃える「やや日刊カルト新聞社賞」を主催し、1年間の広告収入全額を贈呈していた。第1回目の賞は、オウム真理教（現・アレフ、ひかりの輪など）信者家族による団体「オウム真理教家族の会」に授与された。「やや日刊カルト新聞」の目標はサイトを続けることで、本業に支障のない範囲で参加してもらい、自分が死んでも他の人に引き継いでもらいたいと考えている。サイト運営や取材・執筆は無報酬でも構わないが、取材費まで持ち出すのは負担が大きいため、広告収入やカンパで経費を賄えるようにしたいと語っている。
基本的には印刷媒体ではないが、藤倉の意向で紙媒体とネットという2本柱を続けている。コミックマーケットに出店する際には、新聞紙面の体裁に編集したものを「号外」として販売する。また、2013年春には「やや日刊カルト新聞 2013年新入生歓迎特別版」（A3両面またはA4両面）を印刷し、首都圏10大学付近の街頭などで4,000部以上配布した。

## 直面する法的リスク
大学時代、自己啓発セミナー団体「ライフスペース」が、藤倉のWEBサイトの記事について情報削除を求めて抗議してきた。団体は、「グル（高橋弘二）のメッセージ」として掲示板に抗議文を書き込んだり、自身のWEBサイトに北海道大学新聞会を非難する声明を掲載したり、1999年1月には大学の学長の自宅に謝罪広告掲載を求める内容証明を送るなどした（大学は抗議を無視、ライフスペースは同年11月にミイラ事件で有名になった）。

### 不起訴になった告訴
- 2010年4月、藤倉は、浄土真宗親鸞会が学生を勧誘する際に使う冊子の全文を『やや日刊カルト新聞』に掲載し、団体名を隠して偽装勧誘[注 1]する手口を紹介した[76][77][78]。これに対して冊子の著作者を名乗る親鸞会職員から著作権法違反で刑事告訴された[76][77][39]。2011年9月16日に、富山県警は藤倉の自宅を家宅捜索してパソコンなどを押収、2日後の18日に返却した[76][79]。藤倉の弁護人・山口貴士は、著作権法41条の「報道のための利用」[80]に該当するとして、また、著作権法が公益性のある言論を抑圧する口実となる事例であるとして、家宅捜索だけでも一市民にとっては大きな負担になると訴えた[76][81]。2012年3月13日、嫌疑不十分で不起訴処分となった[77][82]。

- 2019年6月19日、自民党の菅原一秀衆議院議員（当時）の事務所に、旧統一教会との関係や公職選挙法違反疑惑について取材するために、鈴木エイトと訪れた[83][50]。事務所では、応接用ソファで待つように言われたが、菅原の秘書が警察に110番通報し、建造物侵入で刑事告訴された[84][83][50]。藤倉と鈴木は、都合の悪い取材を回避するために、刑事訴訟制度を意図的に濫用した「SLAPP（恫喝訴訟）の刑事訴訟版」だと批判した[83][50]。その後、同年9月、菅原は経済産業大臣に就任し、10月に藤倉と鈴木は経済産業省の大臣会見の取材について「永劫に出入禁止」と通告された[85][50]。将来について事前に出入禁止を通告されたのは、2012年の幸福の科学以来、7年ぶり2例目だった[85][50]。2019年10月、刑事告訴は嫌疑不十分で不起訴処分となった[86][50]。

### 幸福の科学

#### 名誉毀損で民事訴訟
2012年、『週刊新潮』2012年11月22日号で執筆したルポに、幸福の科学が運営する「幸福の科学学園」（栃木県那須郡那須町）の教育基本法で禁じられている宗教教育や政治教育、生徒への懲罰の実態や違法性をリポートした。この記事は「文科省も県もお手上げ!子供に嘘を刷り込むデタラメ授業!『坂本龍馬の前世は劉備』と教える幸福の科学学園の罪」というタイトルで、幸福の科学学園について「歴史などの通常の授業で教員が霊言に基づいた内容を教えている」「幸福実現党を支持する政治教育を行っている」「寮生活のルールを破るなどした生徒に対して『独房懲罰（部屋に鍵はかからない）』を行っている」ことなどを指摘していた。
この記事について、教団側は藤倉と新潮社に対して名誉毀損で1億円の損害賠償を求めて提訴したが、記事の真実性が認められ、下記のように全て藤倉側が勝訴した。
2014年12月12日、一審・東京地裁の判決は、幸福の科学学園側の請求を全面的に棄却し、新潮社と藤倉が勝訴した。12月24日、幸福の科学側は控訴した。
2015年3月26日、二審・東京高裁は、控訴棄却の判決を言い渡し、新潮社と藤倉は勝訴した。幸福の科学側は上告したが、2016年に最高裁は、上告を棄却し藤倉側の勝訴判決が確定した。

#### 建造物侵入で刑事訴訟
2018年1月17日、藤倉が正当な理由もなく教団施設「初転法輪記念館」に立ち入り、内部を撮影したとして、幸福の科学は建造物侵入で被害届を提出し、その後、刑事起訴された。2012年、藤倉が『週刊新潮』で幸福の科学学園を批判的に報道したことから、幸福の科学は「やや日刊カルト新聞」のメディア単位で、「教団施設やイベントへの立入禁止」を通告していた。しかし、この施設は一般公開施設であり、幸福の科学のウェブサイトには「神社仏閣と同じように、どなたでもご利用いただける宗教施設」と説明され、誰でも自由に入ることができる状態だった。藤倉の弁護団には、宗教やカルトの問題に取り組む紀藤正樹弁護士や山口貴士弁護士などが参加していた。裁判には、宗教社会学者の塚田穂高が証人として出廷した。
2021年3月15日、一審・東京地裁（三浦隆昭・裁判長）は、「報道のための取材の自由は十分尊重に値する」「過去の批判的記事を理由に、一律に排除しようとする幸福の科学の意思決定のあり方の当否については議論もある」とした一方で、「内部の写真を撮る必要性は明らかでない」「政治活動そのものを取材するような事案とは異なる」「建物の管理権を不当に侵害するものと言わざるを得ない」などとして罰金10万円、執行猶予2年の判決を言い渡した。藤倉は、判決について「潜入などのイレギュラーな形ではなく、一般公開の施設に入って様子を見るのは基本的な取材手法」「批判的な記事を理由に立入禁止とし、建造物侵入罪を濫用してメディアを抑えようとする人たちには、好都合な状況になってしまう」「取材・報道の自由を萎縮させかねない」として控訴した。
2023年6月28日、二審・東京高裁は、控訴を棄却した。7月11日、藤倉は上告したが、最高裁は上告を棄却し有罪判決が確定した。

## 著作

### 単著
- 『「カルト宗教」取材したらこうだった』宝島社、2012年8月、ISBN 978-4-796-69722-4
- 『ジャーナリズムと建造物侵入罪: やや日ブックレット1』Kindle版、やや日刊カルト新聞社、2022年1月9日

### 共著
- 『反日マンガの世界』 晋遊舎、2007年3月、ISBN 4883806243
- 『図説・宗教と事件：日本を震撼させた疑惑の事件の数々』米本和広,藤倉善郎,豊嶋泰國,藤巻一保,麻績文彦、学習研究社、2009年8月、ISBN 978-4-05-605447-7
- 『宗教問題5』小川寛大,中西尋子,藤倉善郎、白馬社、2013年8月30日、ISBN 9784938651954
- 『シックスサマナ 第18号 おとなの修学旅行』Kindle版、SIXSAMANA、2015年2月 - 「担当範囲:地盤がヤバイ『幸福の科学学園』で大川総裁とニアミス！」
- 『徹底検証 日本の右傾化』塚田穂高:編、筑摩書房、2017年3月14日、ISBN 978-4480016492 - 「担当範囲:第20章 幸福の科学＝幸福実現党ーその右傾化、保守運動との齟齬」
- 『オウム真理教最後の報告書』ナックルズ編集部、ミリオン出版/大洋図書、2018年7月
- 『昭和・平成オカルト研究読本』ASIOS:著、サイゾー、2019年6月、ISBN 978-4866251189 - 「担当範囲:幸福の科学の『霊言』はどこまで突っ走るのか」
- 『カルト・オカルト 忍びよるトンデモの正体』左巻健男,鈴木エイト,藤倉善郎:編集、あけび書房、2022年12月9日、ISBN 978-4871542241 - 「担当範囲:第1章 政界に入りこむカルト集団」「第3章 幸福の科学のオカルト教育の実態 ー幸福の科学学園と偽大学『HSU』」「第4章 オウム真理教事件―オカルト、ニセ科学、ホンモノ科学、そして陰謀論の交錯」「第５章　ライフスペース事件―ミイラ化遺体が生きている？」「第6章 パナウェーブ研究所白装束騒動―面白おかしいテレビ報道後に死者を出したカルト集」「第8章 法の華三法行詐欺事件―一説には被害総額1000億円とも」
2022年7月の安倍晋三銃撃事件を受けて出版[116]。統一教会だけでなく、日本を蝕んできたカルト・オカルト・ニセ科学を扱う[116]。雑誌『RikaTan（理科の探検）』のカルト・オカルト・ニセ科学関連の特集、特に2018年10月号「カルト・オカルト ～あなたに忍びよるトンデモ！！～」の情報を更新した論説が多い[116]。
- 『2ちゃん化する世界 匿名掲示板文化と社会運動』石井大智,清義明,安田峰俊,藤倉善郎、新曜社、2023年2月、ISBN 978-4788517981 - 「担当範囲:第4章 Jアノンと路上デモ ―日本の宗教団体とQアノン的陰謀論の歪みと交錯」
- 『信仰から解放されない子どもたち――#宗教2世に信教の自由を』横道誠:編、明石書店、2023年2月13日、ISBN 978-4750355337
- 『だから知ってほしい「宗教2世」問題』塚田穂高,鈴木エイト,藤倉善郎、筑摩書房、2023年8月、ISBN 978-4480843302

### 日刊カルト新聞社名義
- 「Bansweek（バンズウィーク日本版）」やや日増刊 kindle版、やや日刊カルト新聞社 - カルト問題に限らず表現の自由をめぐる様々なトピックスを取り上げるニュース誌。コミケで発刊された紙版の同誌をkindle化した[117]。
  - 2017年12月1日創刊号（2017年11月27日）、第2号（2018年8月12日）、第3号（2018年12月31日）、第4号（2019年8月11日）、第5号（2020年1月10日）、第6号（2021年12月31日）

### 執筆、連載
- 『日刊ゲンダイ』のコラム一覧
- 『ハーバー・ビジネス・オンライン』の記事一覧
- 『日刊サイゾー』』の記事一覧
- 『デイリー新潮』の記事一覧
- 『TOCANA』の記事一覧
- 『論座』「NHKの特集連発で揺れる『カルト2世問題』の行方」「日本学術会議問題、菅野完氏がハンストで伝えたメッセージ」
- 『実話ナックルズ』連載「元カルト信者は見た！」
- 『RikaTan（理科の探検）』2018年10月号「カルト・オカルト ～あなたに忍びよるトンデモ！！～」（通巻34号） - 「担当範囲:幸福の科学のオカルト教育の実態　幸福の科学学園と偽大学『HSU』」「オウム真理教事件　ニセ科学と科学が混在したマッドサイエンス集団」「愛されたペテン師　霊能者・宜保愛子騒動」「ミイラ化遺体が生きている？　成田ミイラ事件のライフスペース」「パナウェーブ研究所の白装束騒動　面白おかしいワイドショー報道の後に死者を出したカルト集団」「法の華三法行霊感商法事件　教祖は出所後、反省もなく宗教を再開」
- 『RikaTan（理科の探検）』2020年8月号「ニセ科学を斬る！2020／新型コロナウイルスとともに広がるニセ科学」（通巻39号） - 「担当範囲:今でもうごめくカルト集団　事件を起こしても社会問題化してもなくならないカルト」「大学新入生をねらうカルト集団　手口が多様化し把握が困難になるカルト勧誘」
- 『世界2022年12月号』「【特集1】カルト・宗教・政治」、岩波書店、2022年11月8日 - 「担当範囲:参政党を取り巻く陰謀論ー自然派、反ワクチン、レイシズム……」
- 『中央公論2023年12月』「【特集】陰謀論が破壊する日常」、中央公論新社、2023年11月10日 - 「担当範囲:〔対談〕反ワクチン、ノーマスク、ディープ・ステート......参政党の台頭に見る日本政界への浸透度（畠山理仁×藤倉善郎）」

ほか

## 出演
- 『グッド！モーニング』テレビ朝日、2023年8月23日
- 『大竹まこと ゴールデンラジオ!』文化放送、2023年9月11日[118]